# Ansião (gemeente)
Ansião is een gemeente in het Portugese district Leiria.
De gemeente heeft een totale oppervlakte van 176 km² en telde 13.719 inwoners in 2001.

## Plaatsen in de gemeente
- Alvorge
- Ansião
- Avelar
- Chão de Couce
- Lagarteira
- Pousaflores
- Santiago da Guarda
- Torre de Vale de Todos